# Кондуктор (техніка)
Кондуктор в техніці (від лат. conduco — збираю, переводжу) — один з різновидів технологічної оснастки або верстатних пристосувань, який забезпечує підвід або направлення інструмента до деталі в місці або місцях, визначених кондуктором; шаблон.
При роботі з кондуктором деталь розташовується в кондукторі або під кондуктором так, що напрямні кондуктора визначають положення різального інструмента відносно оброблюваної деталі.
Використання кондукторів позбавляє необхідності багаторазової розмітки та забезпечує точність виконання повторюваних операцій.
Кондуктор, який забезпечує фіксацію деталі та інструмента, іноді називають «станок».